# Lijst van trainers van Atlanta United FC
Deze lijst omvat de voetbalcoaches die de Amerikaanse club Atlanta United hebben getraind vanaf 2017 tot op heden.
| Seizoen | Trainer(s)                        | Prijzen                         | Bijzonderheden |
| ------- | --------------------------------- | ------------------------------- | -------------- |
| 2025    | Ronny Deila                       |                                 | 0              |
| 2024    | Rob Valentino (interim)           |                                 | 0              |
| 2024    | Gonzalo Pineda (tot 3 juni 2024)  |                                 | 0              |
| 2023    | Gonzalo Pineda (tot 3 juni 2024)  |                                 | 0              |
| 2022    | Gonzalo Pineda (tot 3 juni 2024)  |                                 | 0              |
| 2021    | Gonzalo Pineda (tot 3 juni 2024)  |                                 | 0              |
| 2021    | Rob Valentino (interim)           |                                 | 0              |
| 2021    | Gabriel Heinze (tot 18 juli 2021) |                                 | 0              |
| 2020    | Stephen Glass (interim)           |                                 | 0              |
| 2020    | Frank de Boer (tot 24 juli 2020)  |                                 | 0              |
| 2019    | Frank de Boer (tot 24 juli 2020)  | US Open Cup, Campeones Cup      | 0              |
| 2018    | Gerardo Martino                   | MLS Cup, MLS Eastern Conference | 0              |
| 2017    | Gerardo Martino                   |                                 | 0              |